# 中村雅知
中村 雅知（なかむら まさとも、1941年2月3日 - ）は、日本の実業家。日本製紙グループ本社代表取締役社長や、同社代表取締役会長を務めた。

## 人物・経歴
北海道出身。1963年北海道大学工学部卒業、十條製紙（現日本製紙）入社。1993年日本製紙技術本部技術企画部長。1995年日本製紙石巻工場長代理。1996年小松島工場長。1998年取締役旭川工場長。2000年取締役旭川工場長兼勇払工場長。2001年常務取締役旭川工場長兼勇払工場長。2002年常務取締役企画本部長。2003年専務取締役企画本部長兼日本ユニパックホールディング取締役企画・IR担当。2005年から日本製紙グループ本社代表取締役社長兼日本製紙代表取締役社長を務め、王子製紙による北越製紙株式公開買付けに対抗し、北越製紙株式の8.5%の取得を行うなどした。2008年に発覚した古紙配合比率偽装問題の責任をとり日本製紙グループ本社取締役会長に退いた。2013年日本製紙代表取締役会長。2014年日本製紙特別顧問。